# Brongniartieae
Brongniartieae là một tông thực vật thuộc họ Fabaceae, chủ yếu được tìm thấy tại khu vực nhiệt đới thuộc châu Mỹ và Australia. Các thành viên của tông này tạo thành một nhóm đơn ngành trong phát sinh chủng loài phân tử.

## Các chi
Tông này gồm các chi sau:
- Amphiodon Huber, 1909
- Behaimia Griseb., 1866[17]
- Brongniartia Kunth, 1824
- Cristonia J.H.Ross, 2001[18]
- Cyclolobium Benth., 1837
- Harpalyce DC., 1825
- Haplormosia Harms, 1915
- Hovea R.Br., 1812
- Lamprolobium Benth., 1864
- Limadendron Meireles & A.M.G.Azevedo, 2014[19][20]
- Plagiocarpus Benth., 1873
- Poecilanthe Benth., 1860
- Tabaroa L.P.Queiroz, G.P.Lewis & M.F.Wojc., 2010
- Templetonia R.Br., 1812
- Thinicola J.H.Ross, 2001[18]

## Hình ảnh

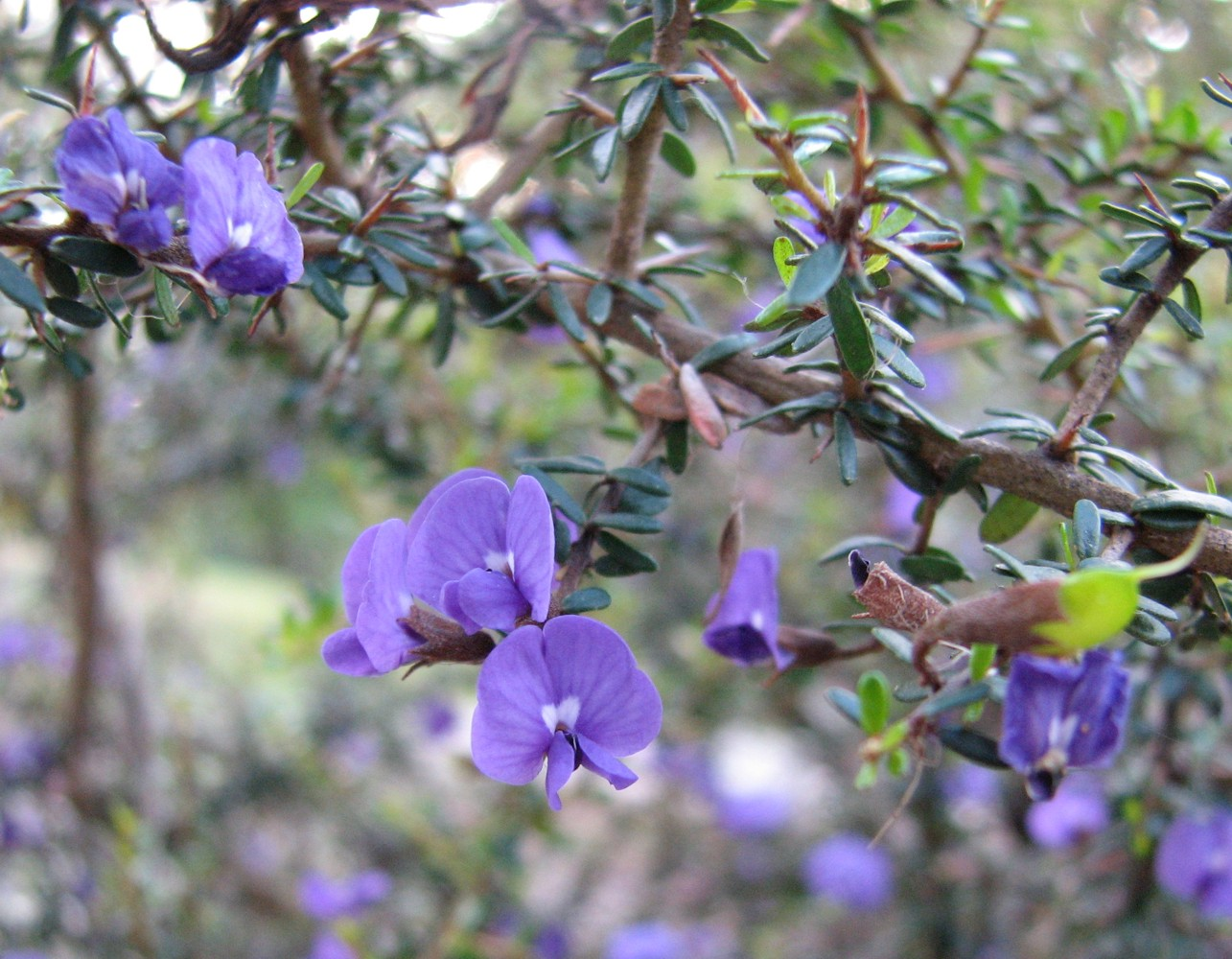
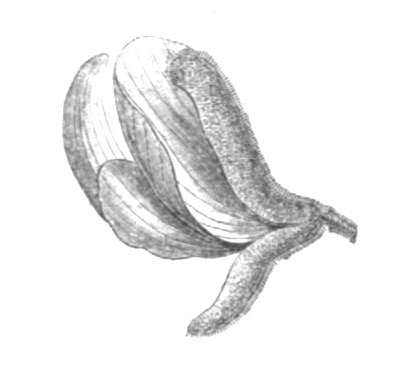